# Église Notre-Dame-de-Bon-Secours de Perpignan
Pour les articles homonymes, voir Notre-Dame-de-Bon-Secours.
 (novembre 2020).
Si vous disposez d'ouvrages ou d'articles de référence ou si vous connaissez des sites web de qualité traitant du thème abordé ici, merci de compléter l'article en donnant les références utiles à sa vérifiabilité et en les liant à la section « Notes et références ».
L'église Notre-Dame-de-Bon-Secours de Perpignan est l'église de l'école du même nom dans la ville de Perpignan, dans le département des Pyrénées-Orientales.
Elle est située dans le quartier Saint Martin, à côté de celui de la Gare, dans la rue Bernard Alart, dans une assez grande enceinte scolaire encadrée par la rue mentionnée, l'avenue Jules Panchot et les rues de l'Empordà et Pierre Renaudel. Elle se trouve dans le même bloc de maisons que l'église paroissiale Saint Martin, un peu plus à l'ouest.